# Myelois ossicolor
Myelois ossicolor is een vlinder uit de familie snuitmotten (Pyralidae). De wetenschappelijke naam is voor het eerst geldig gepubliceerd in 1893 door Ragonot.
De soort komt voor in Europa.